# Fred Rosner
Fred Rosner (geboren 3. Oktober 1935 in Berlin; gestorben Juli 2024) war ein US-amerikanischer Medizinhistoriker und Medizinethiker.

## Leben
Fred Rosner wurde 1939 zusammen mit seinem Bruder mit einem Kindertransport vor der Judenverfolgung in Deutschland nach England gerettet. Rosner zog in die USA, studierte Medizin und gehörte 1959 zu den ersten Absolventen des 1955 gegründeten Albert Einstein College of Medicine an der Yeshiva University in New York City.
Er wurde Fellow des American College of Physicians, arbeitete als Hämatologe und wurde Professor für Medizin an der Icahn School of Medicine at Mount Sinai und am Queens Hospital Center. Rosner spezialisierte sich auf Fragen der Medizinethik und publizierte Schriften von und über Moses Maimonides.
Das Queen’s Theatre Hornchurch in London integrierte 2018 ein Video-Interview mit Fred und Edith Rosner in eine Produktion über den Kindertransport.

## Schriften (Auswahl)
- Modern medicine and Jewish law. New York : Yeshiva University, 1972
  - Medicine and jewish law. Yashar Books, 2005
- Medicine in the Bible and the Talmud : selections from classical Jewish sources. New York, NY: KTAV Publ. House, 1977
- Pioneers in Jewish medical ethics. Northvale, N.J. : Jason Aronson, 1997
- mit J David Bleich; Menachem M Brayer: Jewish bioethics. Hoboken, NJ : KTAV Pub. House, 2000
- Encyclopedia of medicine in the Bible and the Talmud. Northvale, N.J. : Jason Aronson, 2000
- Biomedical ethics and Jewish law. Hoboken, NJ : KTAV Pub. House, 2001

Maimonides
- Moses Maimonides (1135–1204). Annal. Int. Med. 1965, 62:373–375
- The  Physician’s  Prayer  Attributed  to  Moses  Maimonides. Bulletin of the History of Medicine. 1967, 41:440–454
- mit Suessmann Muntner: The Medical Aphorisms of Moses Maimonides. New York, 1970
- The medical aphorisms of Moses Maimonides. New York: Yeshiva Univ. Press, 1971
- Sex ethics in the writings of Moses Maimonides. New York, NY: Bloch Publ., 1974
- Maimonides' commentary on the Mishnah, Tractate Sanhedrin, Sepher-Hermon Press, New York 1981 (hg. und übers.)
- Treatises  on  Poisons,  Hemorrhoids  and  Co-habitation. Maimonides Research Institute, Israel, 1984
- Medicine  in  the  Mishmeh  Torah  of  Maimonides.  Ktav Publishers, New York, 1984
- Commentary on the Sphorism of Hippocrates. Maimonides Research Institute, Israel, 1987
- Moses Maimonides: Three Treatises on Health. Maimonides Research Institute, Israel, 1990
- Moses  Maimonides  Glossary  of  Drug  Names. Maimonides Research Institute, Israel, 1992
- Treatise on Asthma. Maimonides Research Institute. Israel, 1994
- Medical encyclopedia of Moses Maimonides. Northvale, N.J. : Jason Aronson, 1998
- The medical legacy of Moses Maimonides. Hoboken, NJ : KTAV Publishing House, 1998